# عاقول مغربي
«العقول أو شوك الجمل » أو العاقول المغربي أو (المن الفارسي-Persian mannaplant) أو التَّرَنْجَبين (الاسم العلمي: Alhagi maurorum)، هو نوع نباتي يتبع جنس العاقول من الفصيلة البقولية.

## الموئل والانتشار
موطنه المشرق العربي وتركيا والقوقاز والأجزاء الأوروبية والجنوبية من روسيا.